# Iris Schülzke

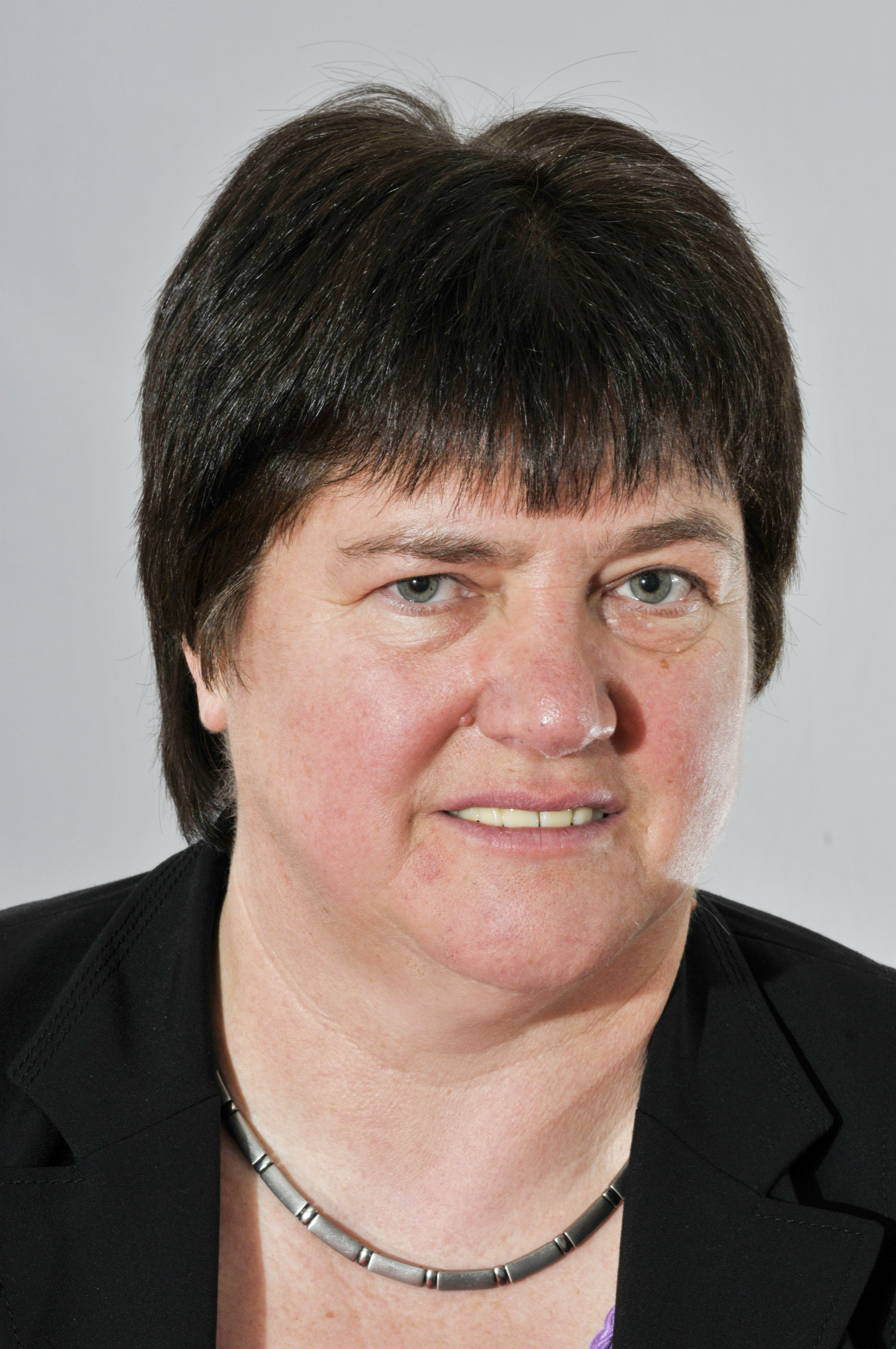
Iris Schülzke (2016)

Iris Schülzke (* 1959 in Herzberg (Elster)) ist eine ehemalige deutsche Politikerin (parteilos, bis 2017 BVB/Freie Wähler). Sie war zwischen 2014 und 2019 Mitglied des Landtages Brandenburg.

## Politik
Sie wurde mehrmals zur Amtsdirektorin im Amt Schlieben gewählt. 2010 erhielt sie bei der Landratswahl im Landkreis Elbe-Elster die meisten Stimmen, scheiterte jedoch am Quorum, das eine Zustimmung von wenigstens 15 Prozent der Wahlberechtigten für einen Bewerber vorschreibt, die sie wegen der geringen Wahlbeteiligung von nur knapp über 25 % nicht erreichte.
Bei der Landtagswahl in Brandenburg 2014 wurde Schülzke von der politischen Vereinigung Brandenburger Vereinigte Bürgerbewegungen/Freie Wähler (BVB/FW) auf Platz 2 der Landesliste aufgestellt. Weil der auf dem ersten Landeslistenplatz positionierte Christoph Schulze im Landtagswahlkreis Teltow-Fläming III das Direktmandat gewann und so die Fünfprozenthürde für seine Partei nicht anzuwenden war, zogen die Freien Wähler mit drei Abgeordneten, darunter Schülzke, in den Landtag Brandenburg ein.
Nach längeren Streitigkeiten mit dem BVB/FW-Vorsitzenden Péter Vida unter anderem über die Nichtzahlung geforderter Mandatsträgerbeiträge und vorgeworfenes verbandsschädigendes Verhalten löste sich die Landtagsgruppe Ende September 2017 auf. Schülzke trat daraufhin aus der Partei aus.
Bei der Kommunalwahl 2019 kandidierte Schülzke als Einzelbewerberin für das Amt der Bürgermeisterin der Stadt Schlieben. Sie unterlag mit 37,4 % der CDU-Kandidatin Cornelia Schülzchen.